# Englisches Passepartout

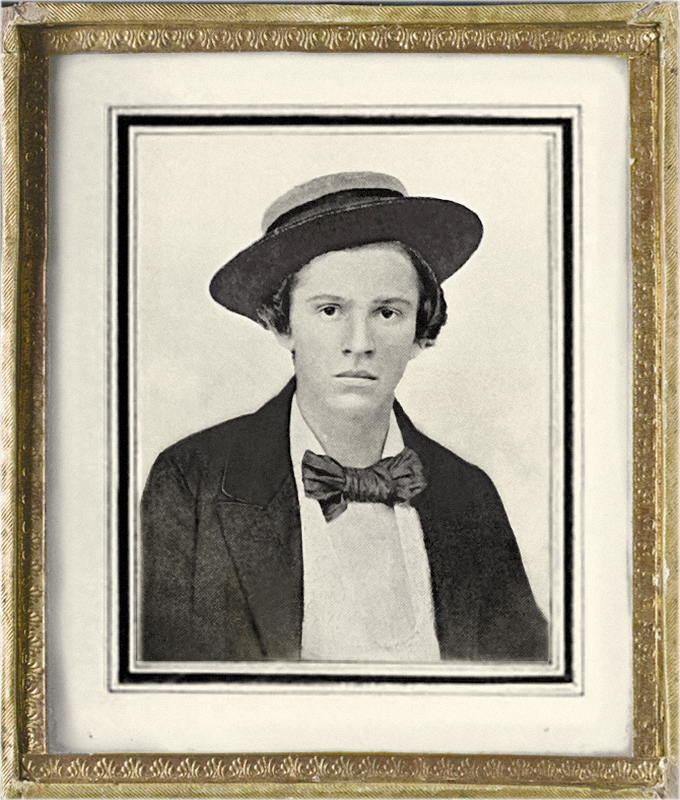
Englisches Passepartout

Das Englische Passepartout ist ein handdekoriertes Passepartout, bei dem um den Passepartout-Ausschnitt eine oder zwei feine schwarze oder farbige dunkle Linien gezogen werden. Ergänzt werden sie durch einen oder mehrere goldene oder silberne aufgeklebte oder gemalte Streifen.